# Urausu
Urausu (japanska: 浦臼町?, Urausu-chō) är en landskommun (köping) i Hokkaido prefektur i Japan. 